# علف‌انبانیان
علف‌انبانیان (Lentibulariaceae) یکی از تیره‌های گیاهان است.
علف‌انبانیان تیره‌ای از نعناسانان علفی اغلب آبزی هستند با زائده‌های ساقه‌ای کوزه‌ای‌شکل که غالباً گوشت‌خوارند و به‌صورت فعال یا غیرفعال حشره شکار می‌کنند.